# Calathea pumila
Calathea pumila är en strimbladsväxtart som först beskrevs av Vell., och fick sitt nu gällande namn av Friedrich August Körnicke. Calathea pumila ingår i släktet Calathea och familjen strimbladsväxter. Inga underarter finns listade.